# حسینعلی امیری
حسینعلی امیری (زادهٔ ۱۳۴۵ سنقر) حقوقدان و سیاستمدار ایرانی است‌ که‌ از مهر ۱۴۰۳ به‌عنوان استاندار استان فارس فعالیت می‌کند. وی پیش‌تر از بهمن سال ۱۴۰۰ تا دی ۱۴۰۳ رئیس شعبه ۴۲ دیوان عالی کشور بود.
وی پیش‌تر از سال ۱۳۹۵ تا ۱۴۰۰ معاون امور مجلس رئیس‌جمهور بود. وی همچنین قائم‌مقام وزیر کشور در امور مجلس و سرپرست معاونت سیاسی وزارت کشور از مهر تا دی ۱۳۹۳ و سخنگوی وزارت کشور از شهریور ۱۳۹۲ تا تیر ۱۳۹۵ و قاضی دیوان عالی کشور و مأمور در دولت بود.
وی دارای دکترای تخصصی حقوق عمومی (PHD)، مدرک کارشناسی خود را در دانشگاه علوم قضایی و کارشناسی ارشد در شیراز و نیز دارای تحصیلات حوزوی، عضو حقوقدان شورای نگهبان در دوره پنجم و سه سال اول دوره ششم (تا تیرماه ۱۳۹۲) بوده‌است. از جمله سوابق وی سمت‌های مختلف قضایی ازجمله معاون رئیس قوه قضائیه و رئیس سازمان ثبت اسناد و املاک کشور، رئیس کل دادگستری استان‌های فارس، کردستان و خوزستان و مدرس دانشگاه است.

## استانداری فارس
امیری در جلسه چهارشنبه ۱۸ مهر ۱۴۰۳ هیئت دولت به‌عنوان استاندار فارس انتخاب شد.